# Rutherford County (North Carolina)
Rutherford County ist ein County im Bundesstaat North Carolina der Vereinigten Staaten. Im Jahr 2000 hatte das County 62.899 Einwohner und eine Bevölkerungsdichte von 43 Einwohnern pro Quadratkilometer. Der Verwaltungssitz (County Seat) ist Rutherfordton.

## Geographie
Das County liegt im mittleren Westen von North Carolina, grenzt im Süden an South Carolina und hat eine Fläche von 1466 Quadratkilometern, wovon 5 Quadratkilometer Wasserfläche sind. Es grenzt im Uhrzeigersinn an folgende Countys: McDowell County, Burke County, Cleveland County, Polk County, Henderson County und Buncombe County.
Rutherford County ist in 14 Townships aufgeteilt: Camp Creek, Chimney Rock, Colfax, Cool Springs, Duncans Creek, Gilkey, Golden Valley, Green Hill, High Shoals, Logan Store, Morgan, Rutherfordton, Sulphur Springs und Union.

## Geschichte
Rutherford County wurde 1779 aus Teilen des nicht mehr existierenden Tryon County gebildet. Benannt wurde es, ebenso wie die Bezirkshauptstadt Rutherfordton, nach Griffith Rutherford, einem Mitglied im Provinzialkongress und General im Amerikanischen Unabhängigkeitskrieg.
28 Bauwerke und Stätten des Countys sind insgesamt im National Register of Historic Places eingetragen (Stand 15. März 2018).
Im Nachgang des Hurrikan Helene 2024 soll es in Rutherford County nach Angaben der Nationalgarde zur Jagd bewaffneter Milizen auf Helfer der Federal Emergency Management Agency (FEMA). Die FEMA stellte ihre Arbeit in North Carolina daraufhin vorübergehend ein. Im Vorfeld sollen sich Verschwörungsmythen und Desinformation über den Einsatz der FEMA verbreitet haben. Nach Festnahme eines Mannes aus Bostic relativierten Sicherheitsbehörden die Vorfälle als Drohungen einer Einzelperson.

## Demografische Daten
Nach der Volkszählung im Jahr 2000 lebten im Rutherford County 62.899 Menschen. Davon wohnten 1.532 Personen in Sammelunterkünften, die anderen Einwohner lebten in 25.191 Haushalten und 17.935 Familien. Die Bevölkerungsdichte betrug 43 Einwohner pro Quadratkilometer. Ethnisch betrachtet setzte sich die Bevölkerung zusammen aus 86,79 Prozent Weißen, 11,23 Prozent Afroamerikanern, 0,20 Prozent amerikanischen Ureinwohnern, 0,33 Prozent Asiaten, 0,03 Prozent Bewohnern aus dem pazifischen Inselraum und 0,67 Prozent aus anderen ethnischen Gruppen; 0,74 Prozent stammten von zwei oder mehr Ethnien ab. 1,81 Prozent der Bevölkerung waren spanischer oder lateinamerikanischer Abstammung.
Von den 25.191 Haushalten hatten 30,0 Prozent Kinder unter 18 Jahren, die bei ihnen lebten. 55,4 Prozent davon waren verheiratete, zusammenlebende Paare, 11,7 Prozent waren allein erziehende Mütter und 28,8 Prozent waren keine Familien. 25,5 Prozent waren Singlehaushalte und in 11,1 Prozent lebten Menschen mit 65 Jahren oder älter. Die Durchschnittshaushaltsgröße betrug 2,44 und die durchschnittliche Familiengröße war 2,90 Personen.
23,8 Prozent der Bevölkerung waren unter 18 Jahre alt. 8,0 Prozent zwischen 18 und 24 Jahre, 27,9 Prozent zwischen 25 und 44 Jahre, 24,3 Prozent zwischen 45 und 64, und 16,0 Prozent waren 65 Jahre alt oder älter. Das Durchschnittsalter betrug 38 Jahre. Auf alle weibliche Personen kamen 93,0 männliche Personen. Auf alle Frauen im Alter von 18 Jahren oder darüber kamen 89,6 Männer.
Das jährliche Durchschnittseinkommen eines Haushalts betrug 31.122 US-$ und das jährliche Durchschnittseinkommen einer Familie betrug 37.787 $. Männer hatten ein durchschnittliches Einkommen von 28.890 $, Frauen 21.489 $. Das Prokopfeinkommen betrug 16.270 $. 13,9 Prozent der Bevölkerung und 10,4 Prozent der Familien lebten unterhalb der Armutsgrenze, darunter 18,3 Prozent der Kinder und Jugendlichen unter 18 Jahre und 13,8 Prozent der ab 65 Jahre alten Personen.